# Vänner och fränder
"Vänner och fränder" är en svensk medeltidsballad. Balladen betecknas som SMB 72 X. 
Inspelningar av balladen har bland annat gjorts av Folk och rackare (1978), Garmarna (1996) och det tyska folk-metal bandet In Extremo (1999). År 2011 spelades den in av Hazelius Hedin på albumet Om du ville människa heta.